# Họ Cá chuồn

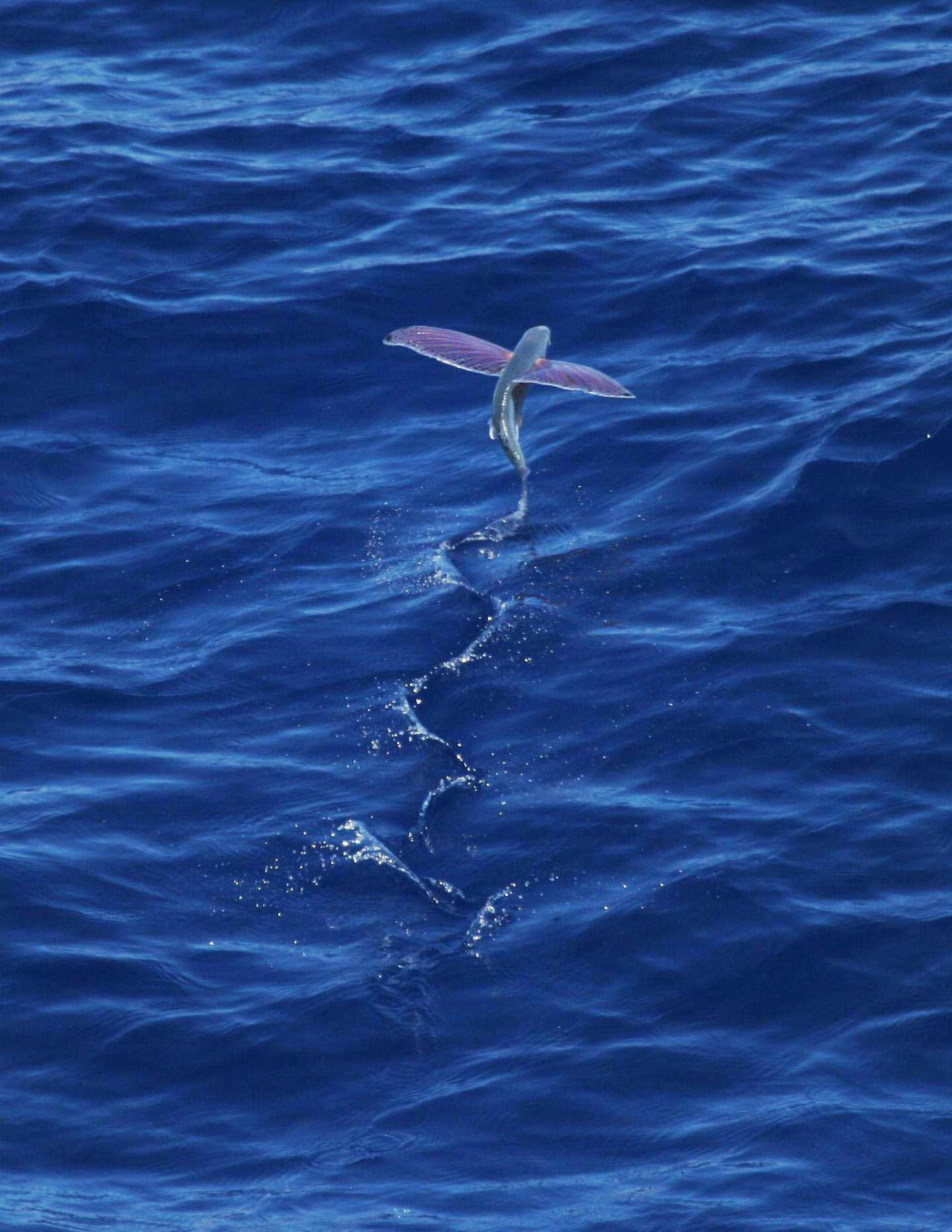
Cá chuồn bay

Họ Cá chuồn (danh pháp hai phần: Exocoetidae) là một họ cá biển thuộc bộ Cá nhói. Có khoảng 64 loài được phân nhóm trong 7-9 chi.

## Phân bố
Họ cá chuồn sinh sống trong tất cả các đại dương, đặc biệt là trong vùng nước ấm nhiệt đới và cận nhiệt đới. Đặc điểm nổi bật nhất của chúng là vây ngực lớn bất thường cho phép cá ẩn và thoát khỏi các kẻ săn mồi bằng cách nhảy ra khỏi mặt nước và bay qua không khí một vài mét trên bề mặt của nước. Chiều dài đường bay của chúng thường khoảng 50 mét.
Để lướt lên khỏi mặt nước, cá chuồn di chuyển cái đuôi của nó lên đến 70 lần mỗi giây. Sau đó nó giăng vây ngực của nó và nghiêng nhẹ lên trên để cất lên. Vào đoạn cuối của cú lượn, nó gấp vây ngực để hạ cánh xuống biển, hoặc nhúng đuôi xuống nước để đẩy mạnh xuống mặt nước để thực hiện thêm một cú bay liệng nữa, có thể thay đổi hướng bay. Hình dạng cong của "cánh" sánh với hình dạng khí động học của cánh chim. Nó có thể tăng thời gian của nó trong không khí bằng cách bay thẳng vào hoặc ở một góc với hướng dương lên được tạo ra bởi sự kết hợp của các dòng không khí và dòng đại dương.